# Station Nynäshamn
Nynäshamn is een station aan de Nynäsbanan, in Nynäshamn ongeveer 62,8 km ten zuiden van Stockholm C. Het is het zuidelijke eindpunt van lijn X43 van de van de Pendeltåg. 